# Campylorhynchus gularis
Campylorhynchus gularis là một loài chim trong họ Họ Tiêu liêu.